# إيرنيستو فرنانديز
إيرنيستو فرنانديز (بالإسبانية: Ernesto Fernández)‏ هو مبارز بالسيف مكسيكي، ولد في 9 مارس 1949 في ليون في المكسيك.

## وصلات خارجية
- إيرنيستو فرنانديز على موقع أوليمبيديا (الإنجليزية)